# جويل كوبيلاس
جويل كوبيلاس (بالإسبانية: Joel Cubillas)‏ هو مدرب كرة قدم ولاعب كرة قدم باراغواياني في مركز الدفاع، ولد في 1958. لعب مع ناسيونال أسونسيون.